# Zgrzewanie elektryczne oporowe

Schemat zgrzewania oporowego doczołowego

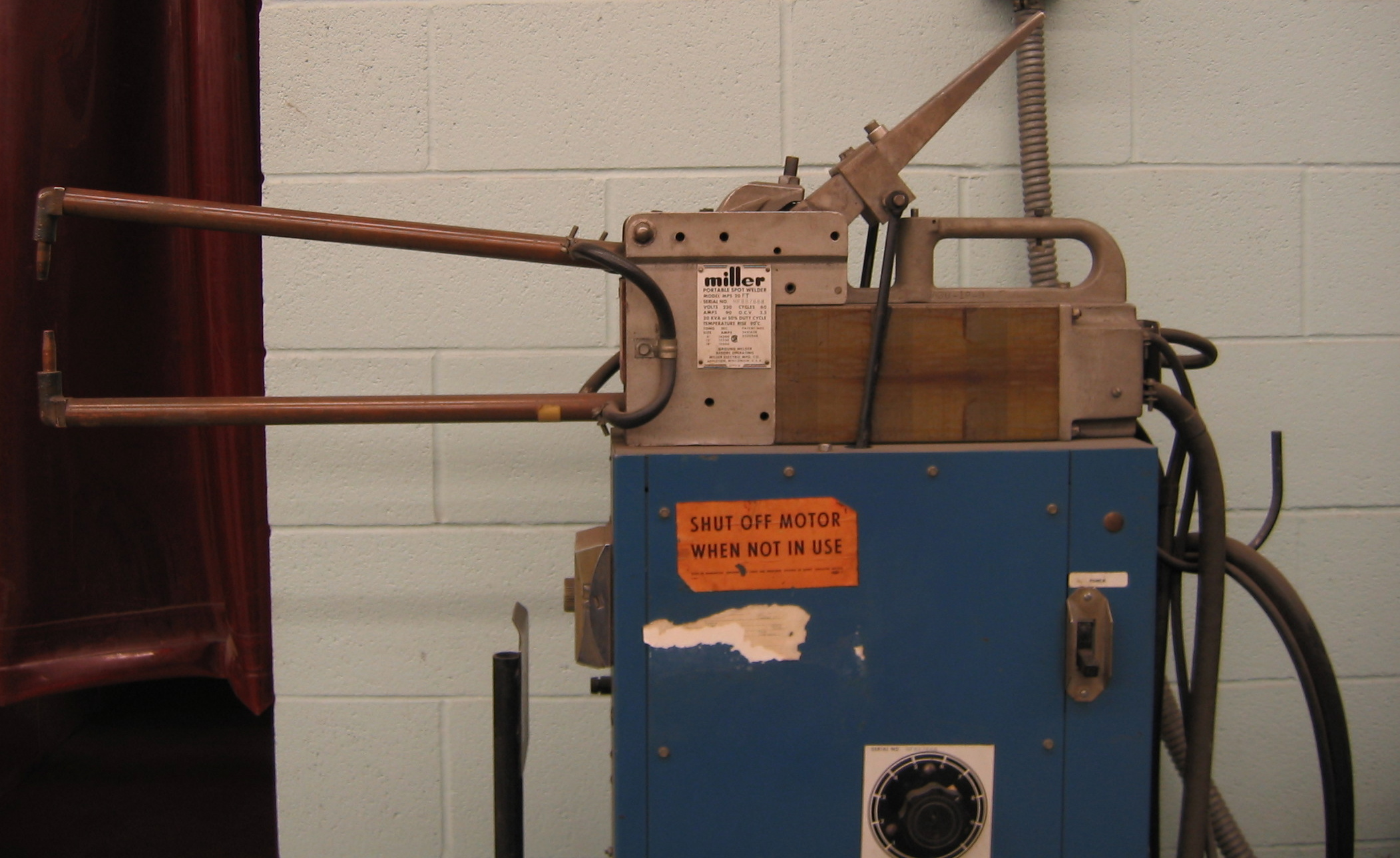
Zgrzewarka punktowa

Zgrzewanie elektryczne oporowe - jest najczęściej stosowanym rodzajem zgrzewania.
Dzieli się ono na:
- doczołowe (zwarciowe, iskrowe),
- punktowe (jedno- i dwustronne),
- liniowe (na zakładkę, liniowo-doczołowe),
- garbowe.

## Istota procesu zgrzewania
Zgrzewanie elektryczne oporowe składa się z 3 faz. 

### Faza I
Dwa (lub więcej) łączone elementy zostają poddane sile docisku elektrod, a po dociśnięciu zostaje włączony prąd elektryczny o dużym natężeniu. Na skutek przepływu prądu rozpoczyna się wydzielanie ciepła na powierzchni styku elementów, która ma dużo większy opór elektryczny niż opór samych łączonych elementów.
Na rozgrzewanych powierzchniach (lub punktach) zaczyna się tworzyć strefa roztopionego uplastycznionego metalu zwana jądrem zgrzejnym. Ilość ciepła tworzącego się w procesie zgrzewania oporowego określona jest prawem Joule’a Lenza i wynosi Q=I²Rt (gdzie: I - wartość natężenia prądu, R - rezystancja styku, t - czas).

### Faza II
Wraz ze wzrostem ilości wydzielanego ciepła następuje rozrost jądra zgrzejnego. Proces zgrzewania jest tak zaprojektowany, aby wielkość jądra zgrzejnego zapewniała powstanie połączenia o wystarczającej wytrzymałości. Rozgrzany metal uplastycznia się, a dociskająca siła może spowodować jego odkształcenie, co jest normalnym efektem ubocznym tej metody. Brak zniekształcenia może sugerować niepoprawnie wykonane połączenie zgrzewane.

### Faza III
W momencie wyłączenia dopływu prądu jądro zgrzejne osiąga maksymalną wielkość, jednakże zgrzeina pozostaje nadal pod dociskiem elektrod, dzięki czemu może rozpocząć się proces krzepnięcia (rekrystalizacji) metalu w jądrze zgrzeiny.